# Mashya en Mashyana
Mashya en Mashyana zijn in het zoroastrische scheppingsverhaal de eerste man en vrouw, ontstaan uit een boom.
Ahura Mazda's zesde schepping was Gayomard. Angra Mainyu, de geest van het kwaad, die in absolute duisternis verbleef, wilde Ohrmuzds scheppingen tenietdoen en stuurde de vrouwelijke demoon Jeh (Jahid) om Gayomard te doden. Jeh slaagde er in hem om het leven te brengen, maar de maan, Mah, nam Gayomards zaad, waar al het dierlijke leven uit zou ontstaan. Uit Gayomards lijk ontstond een boom en uit de takken van die boom werden Mashya en Mashyana geboren.
Hun namen duiden op het sterfelijk bestaan van de mens.